# Джолдаспаев, Мусалим
Мусалим Джолдаспаев (1895, аул Кинетай, Константиновская волость, Кокчетавский уезд, Акмолинская губерния, Российская империя — ноябрь 1965, там же) — старший конюх колхоза «Путь Ленина» Вишневского района Акмолинской области, Герой Социалистического Труда (23.07.1948).

## Биография
Родился в 1895 году в ауле Кинетай (ныне — Аршалынский район Акмолинской области). До 1929 года батрачил, затем работал пастухом в колхозе.
Во время Великой Отечественной войны выращивал лошадей для армии.
В 1947 году добился полного сохранения приплода: от 29 конематок получил 29 жеребят.
В 1946—1959 годы заведующий конефермой.
С 1959 года на пенсии.
Умер в ноябре 1965 года. Похоронен недалеко от бывшего аула Кинетай (между селами Константиновка и Шортанды).
Семья: жена, трое детей: дочь Камиля, сыновья Закарья и Жумагул.